# UNIX System III
UNIX System III (někdy nazýván System 3) byl první komerční verzí operačního systému UNIX. Byl vyroben v Bellových laboratořích v roce 1982 a vydán pod hlavičkou společnosti AT&T.  Přibližně od stejné doby se o tento operační systém začínají zajímat také další velké společnosti, mezi které patří především Sun Microsystems, Hewlett-Packard a IBM. Nechybí ovšem ani Microsoft, který v průběhu osmdesátých let minulého století o unixové variantě operačního systému zcela vážně uvažoval.
Licenční politika AT&T zaznamenala také změny. Rozštěpením společnosti AT&T koncem 70. let již nebyl v rozporu vývoj operačního systému s předchozím nařízením soudu. Předchůdce UNIXU System III - verze 7 (z roku 1978) obsahoval v licenčních pravidlech zákaz prozkoumávání zdrojových kódů pro účely výuky. Logicky to vedlo k tomu, že mnoho univerzit zastavilo praktickou výuku UNIXu a zaměřilo se pouze na výuku teorie.
Vzhledem k tomu, že nové komerční verze již neobsahovaly zdrojový kód, rozhodla se např. Univerzita v Berkeley pokračovat v dalším vývoji („výzkumu“) svého BSD. Na počátku 80. let tedy vedle sebe existovaly 2 větve UNIXu, komerční UNIX System III a následně UNIX System V a vedle toho BSD vyvíjená „výzkumem“. Kromě toho také vznikaly další formy UNIXu, vydávané buď pod licencí od AT&T, nebo vytvořené na základě BSD.
Následující vývoj UNIXu ze strany AT&T už obsahoval pouze komerční verze, nejdříve UNIX System III, založený na Verzi 7, a poté UNIX System V. System V obsahoval a shrnoval výsledky vývoje firem a univerzit.
- Verze UNIX System III vzniká jako první UNIX v komerčním provedení zřejmě pod tlakem o rok dříve zformované zájmové skupiny výrobců a uživatelů UNIXu. Byl tvořen směsí různých AT&T UNIXů: PWB/UNIX 2.0, CB UNIX 3.0, UNIX/TS 3.0.1 a UNIX/32V. System III podporoval DEC PDP-11 a VAX počítače.
- Systém byl pravděpodobně nazván SYSTEM III proto, že to bylo považováno za spojení vydání UNIX/TS 3.0.1 a CB UNIX 3, které byly vnitřně podporovány Bellovými laboratořemi. Ve skutečnosti je v dokumentaci nazvaná UNIX Edition 3.0. V té nebyly UNIXové verze nazvané SYSTEM I nebo SYSTEM II. Následovat mělo neoficiální vydání UNIX/TS 4.0 (které se mělo označovat System IV), avšak System III pak nakonec uspěl jako System V, založený na Unix/TS 5.0.
- Další skupina varianty System III zahrnovala HP-UX, IRIX, IS/3, PC-UX, SINIX, Venix a Xenix.

## Varianty Systému III
| Jméno | Organizace             |
| ----- | ---------------------- |
| HP-UX | Hewlett-Packard        |
| IRIX  | Silicon Graphics, Inc. |
| VENIX | VenturCom              |
| XENIX | SCO                    |
| SINIX | Siemens Nixdorf        |

O rok později AT&T ohlašuje Unix System V.1 a v r. 1984 uvádí na trh Unix System V.2. Tím končí vcelku krátký život UNIX System III, který však byl postupem času rozšířen o spoustu nových vlastností a vydán pod názvem UNIX System V (používá se dodnes).